# 布薩
布薩（ふさつ、巴: Uposatha（ウポーサタ）、梵: Upavasatha（ウパヴァサタ）、Poṣadha (ポーシャダ)）とは、仏教において、僧伽（僧団）に所属する出家修行者（比丘・比丘尼）達が、月2回、新月と満月の日（15日・30日）に集まり、具足戒（波羅提木叉）の戒本を読み上げ、抵触していないか確認、反省・懺悔する儀式。戒律が実践されているか確認するために必ず出席しなければならず、無断欠席は許されない。
在家信者においては、毎月の六斎日（8日・14日・15日・23日・29日・30日）に、通常の五戒から八斎戒と、より厳しい戒律を守ることを言う。